# Lijst van Arnhemmers
Deze lijst van Arnhemmers geeft een overzicht van bekende personen die in de Gelderse hoofdstad Arnhem zijn geboren of hebben gewoond met een artikel op Wikipedia.

## Geboren

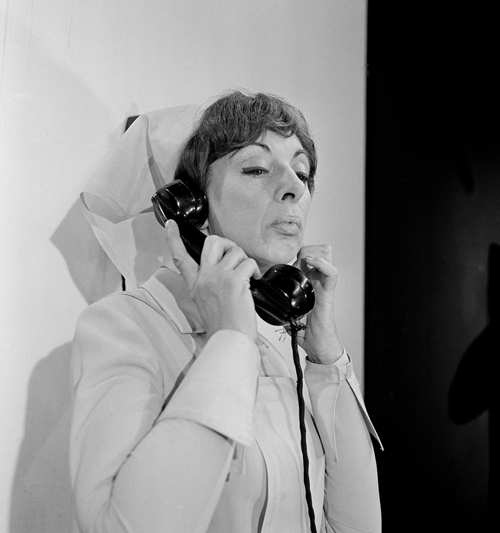
Actrice Hetty Blok (1920-2012)

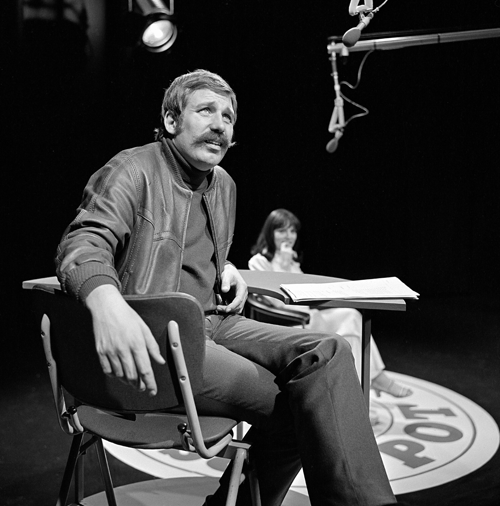
Presentator Ted de Braak (1935)

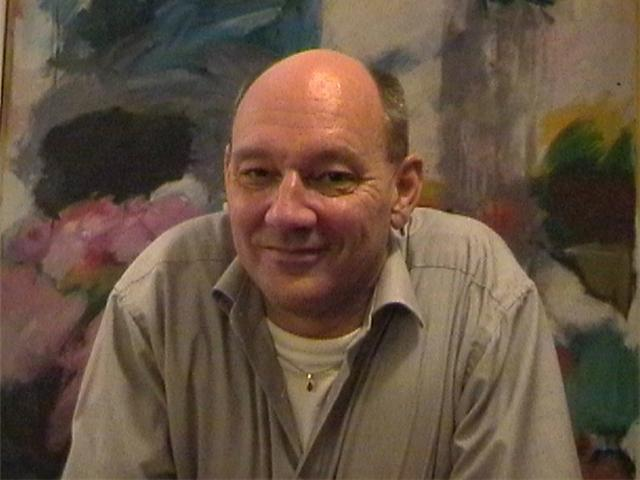
Schrijver Anton Brand (1953)

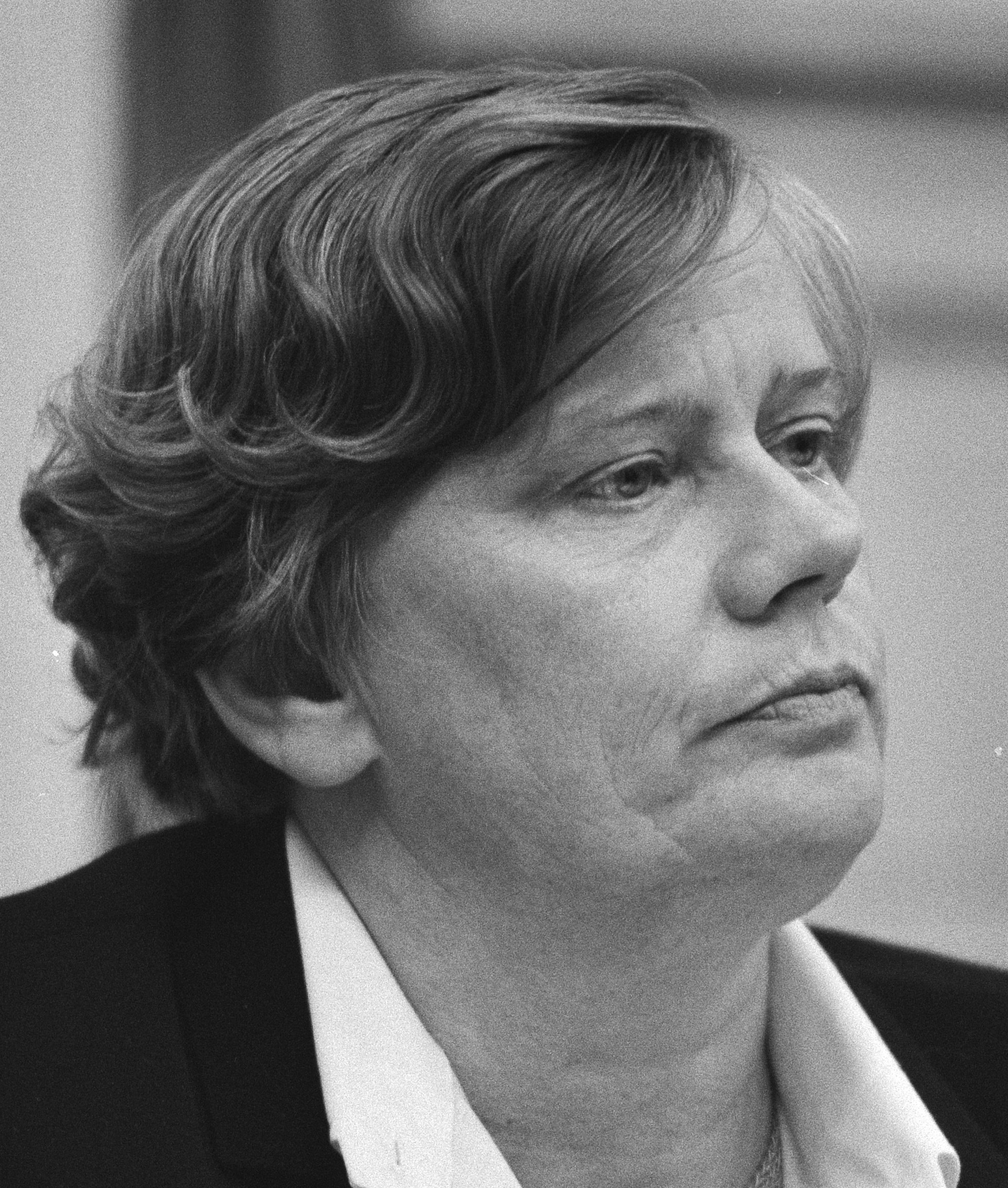
Politica Ien Dales (1931-1994)

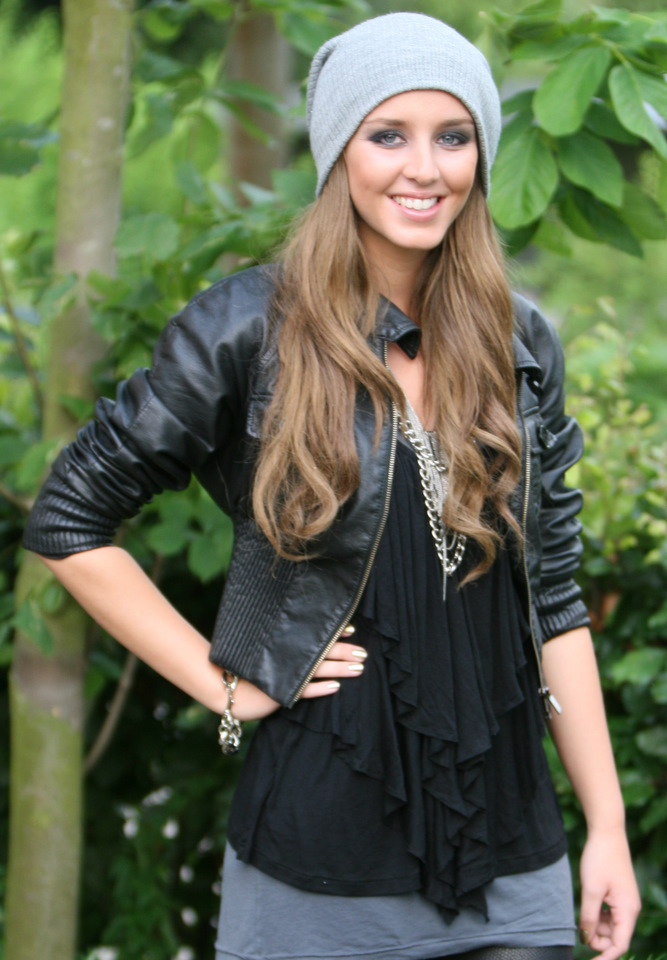
Zangeres Esmée Denters (1988)

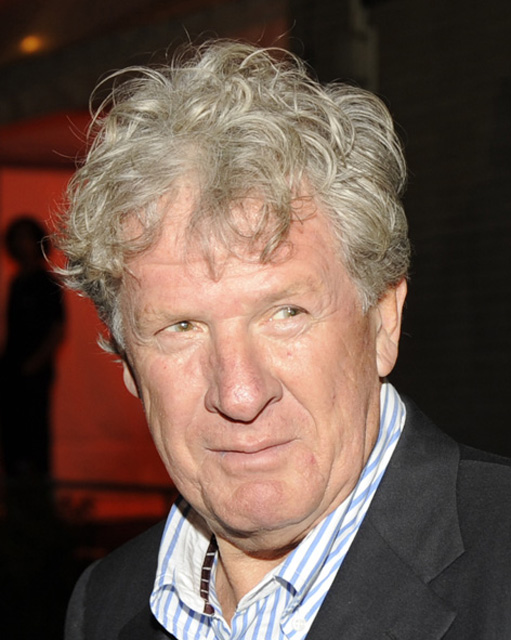
Journalist en televisiepresentator Willibrord Frequin (1941-2022)

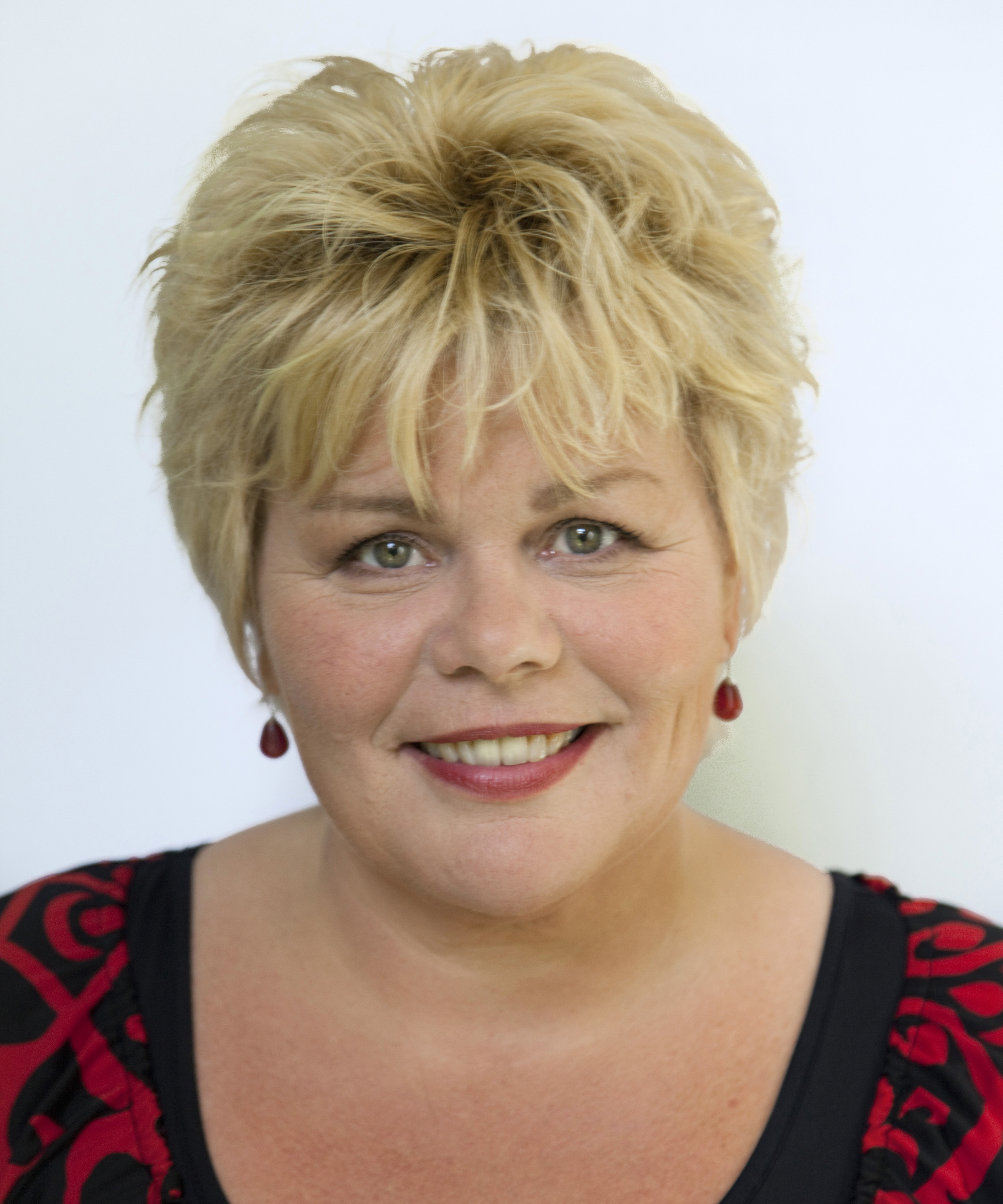
Burgemeester Ineke van Gent (1957)

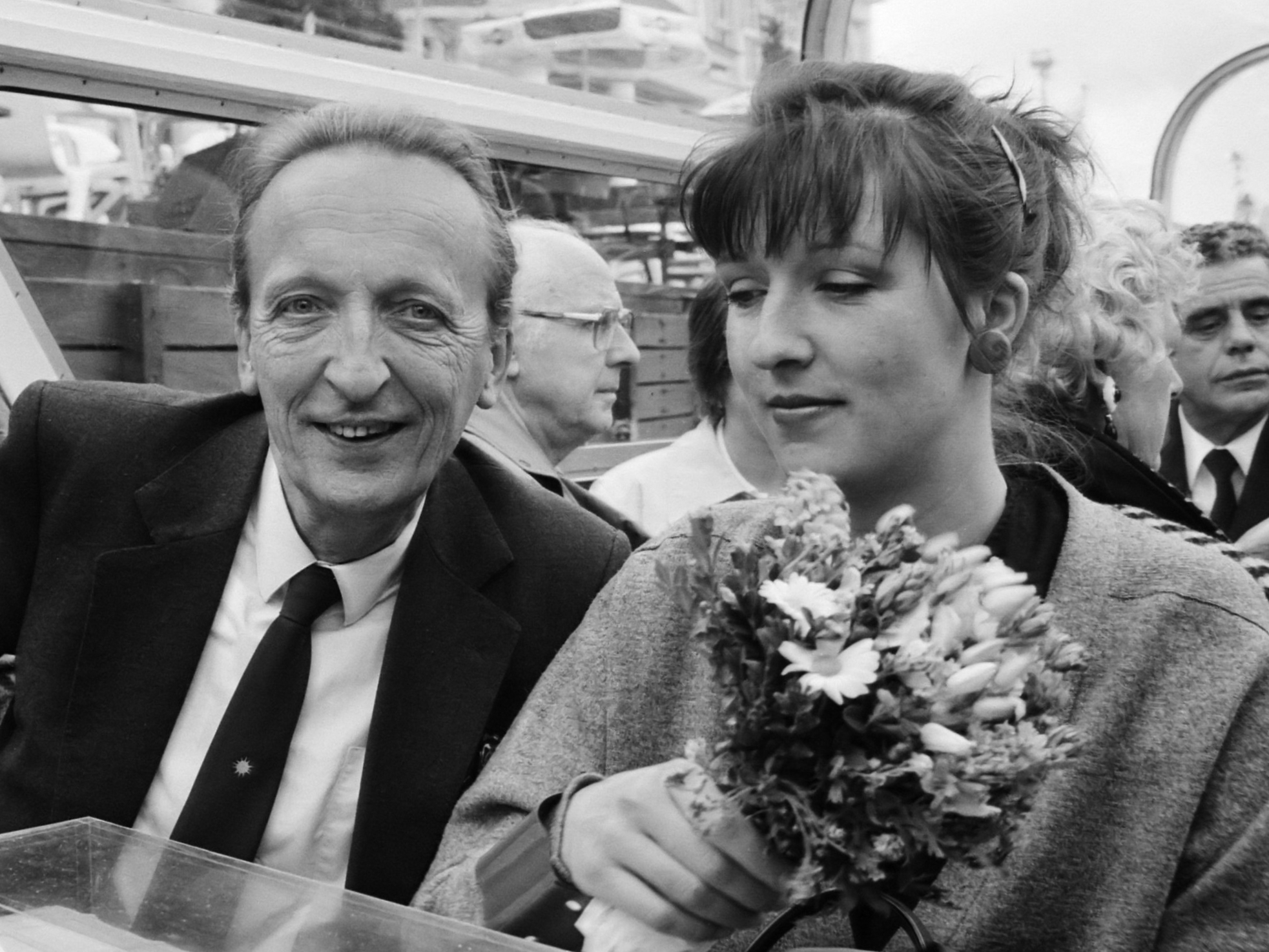
Journalist, tv-presentator en museumdirecteur Pierre Janssen (1926-2007) met zijn dochter

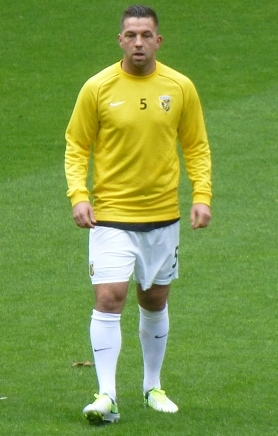
Voetballer Theo Janssen (1981)

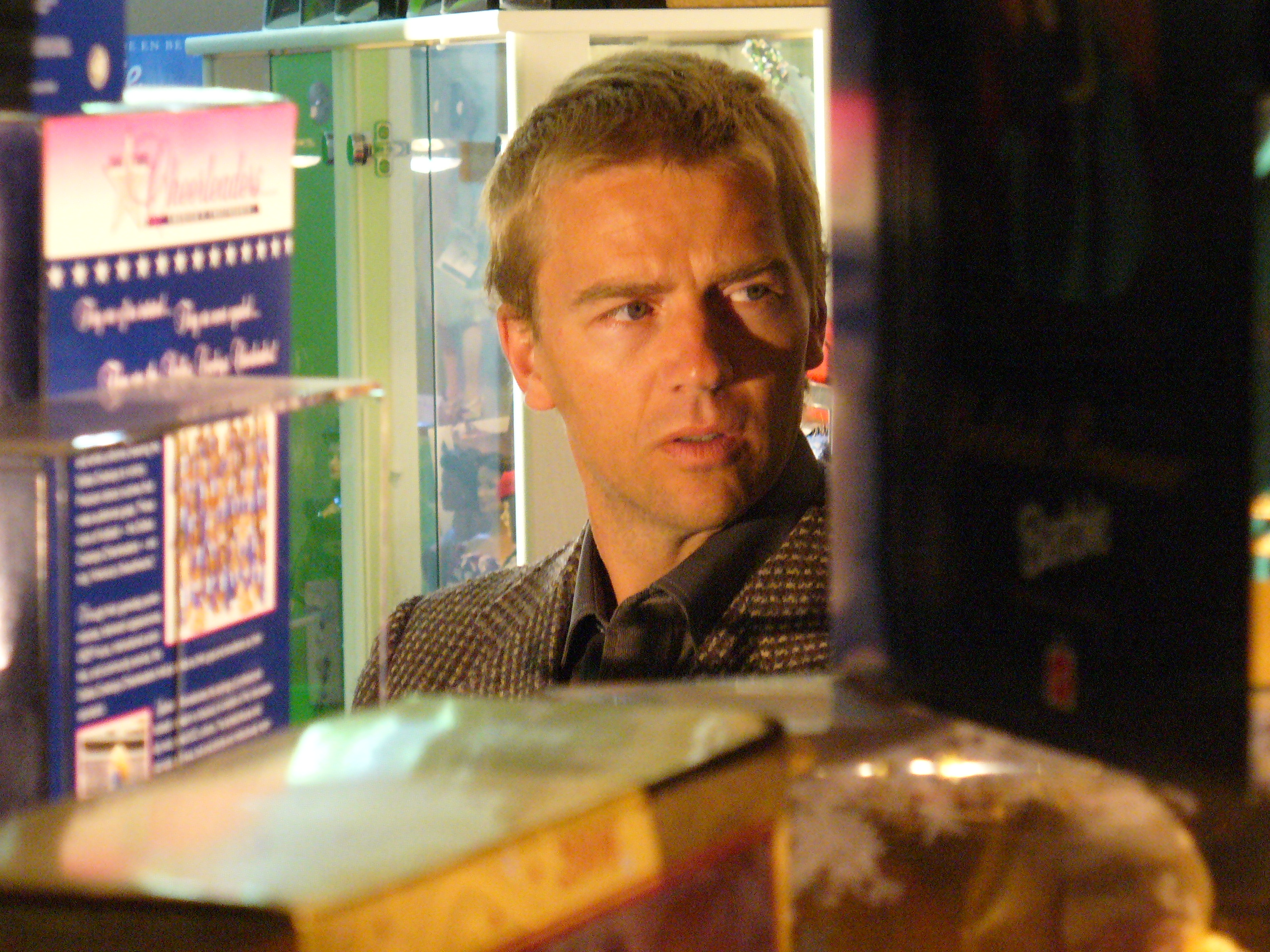
Acteur Antonie Kamerling (1966-2010)

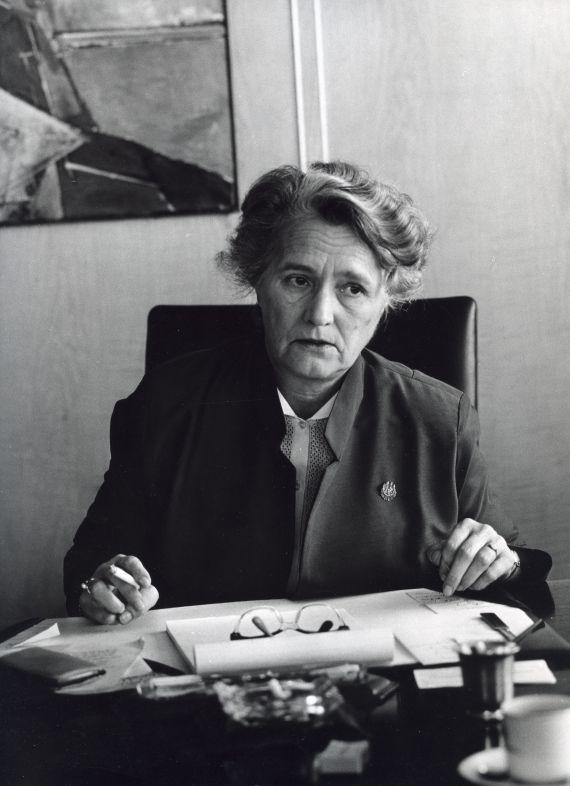
Minister Marga Klompé (1912-1986)

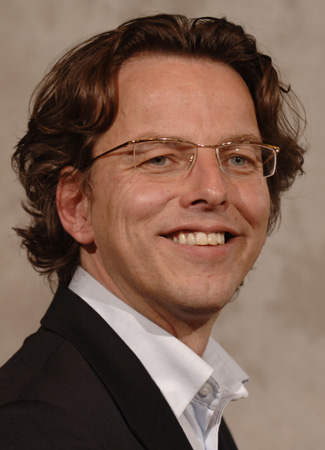
Politicus Bert Koenders (1958)

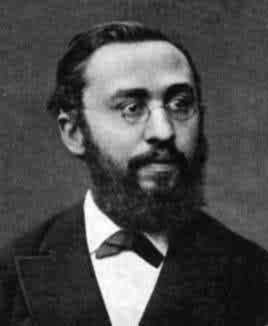
Natuurkundige Hendrik Antoon Lorentz (1853-1928)

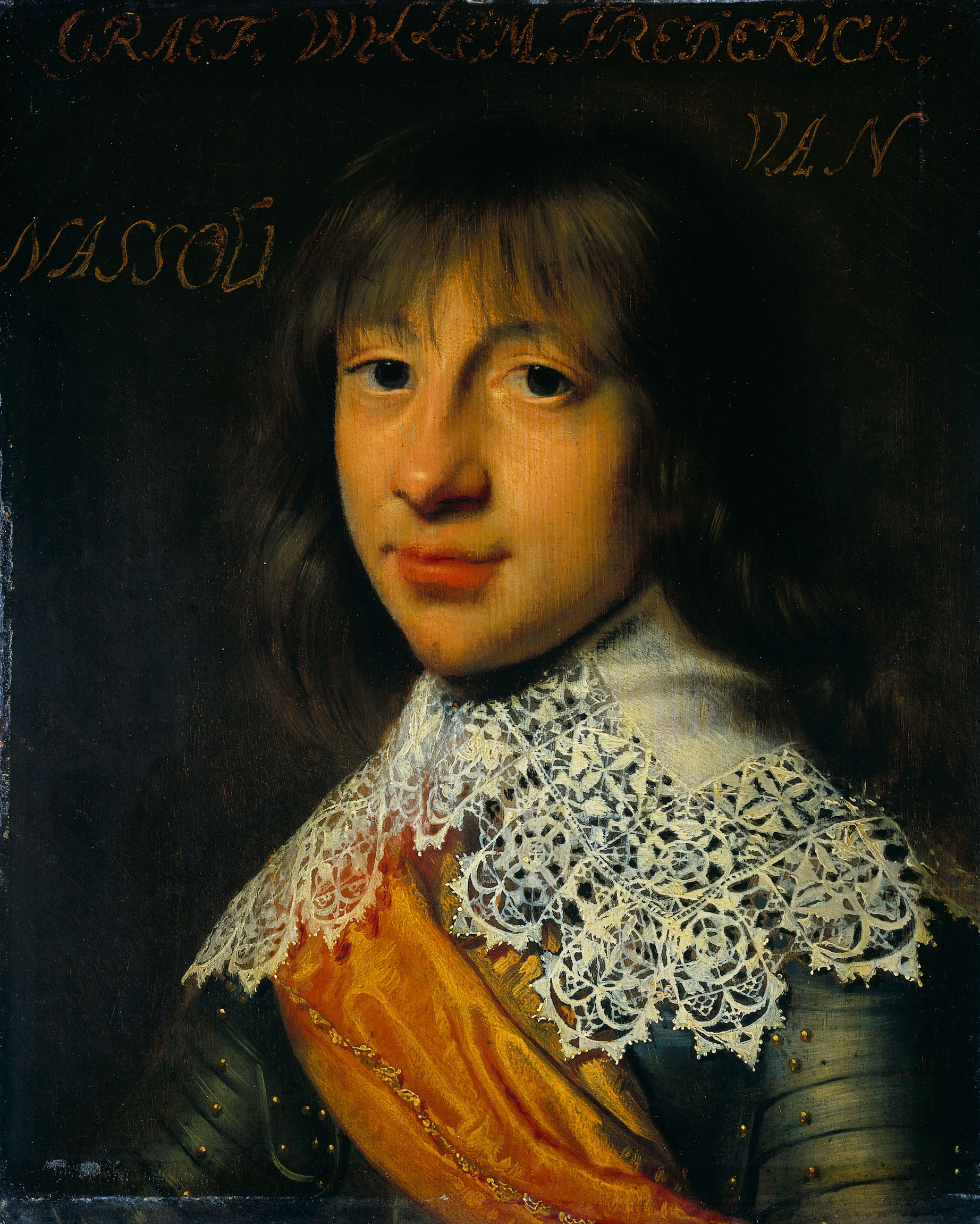
Graaf en vorst Willem Frederik van Nassau-Dietz (1613-1664)

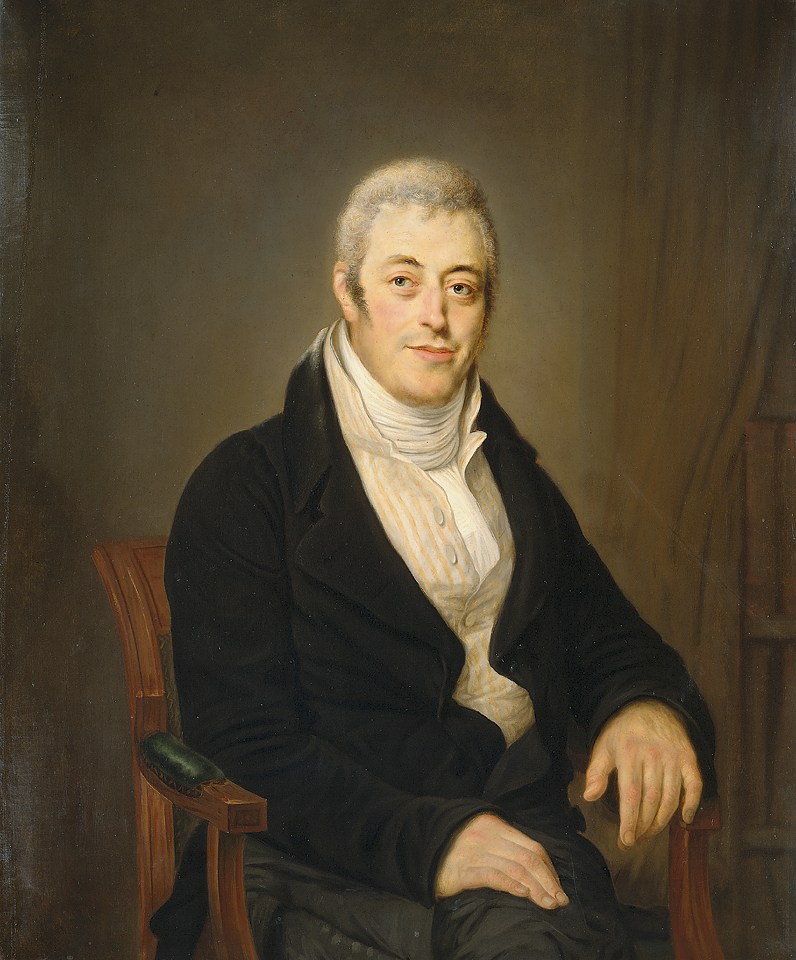
Advocaat Jonas Daniel Meijer (1780-1834)

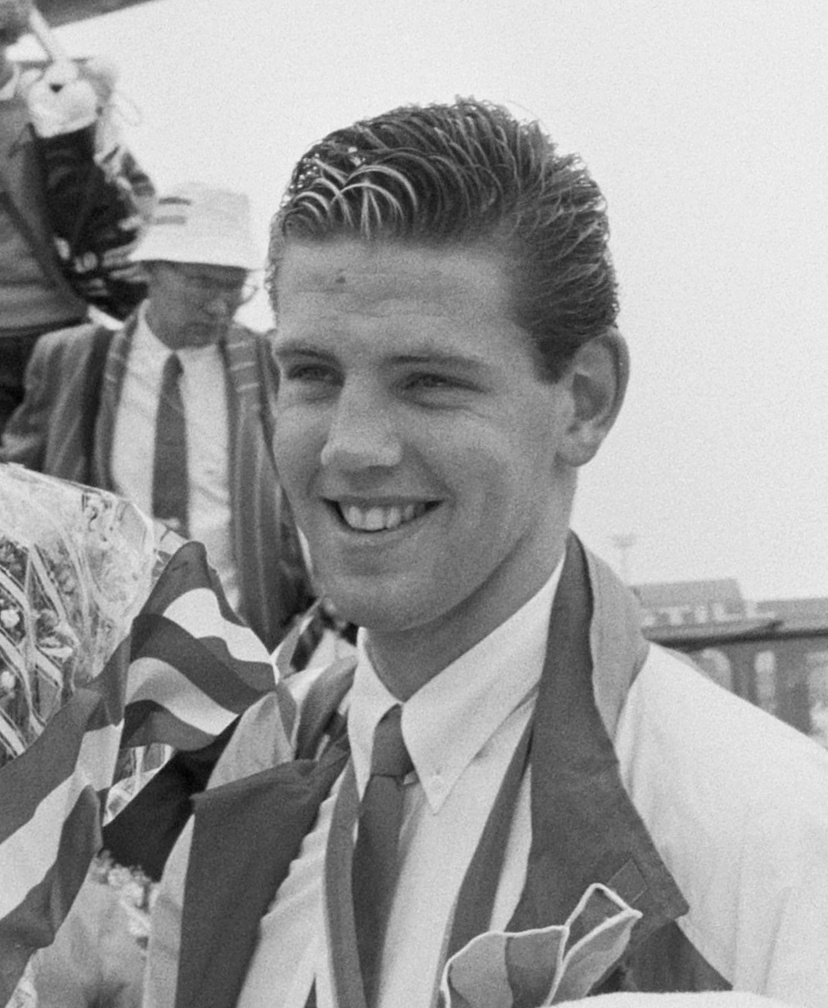
Wielrenner Leo Peelen (1968-2017)

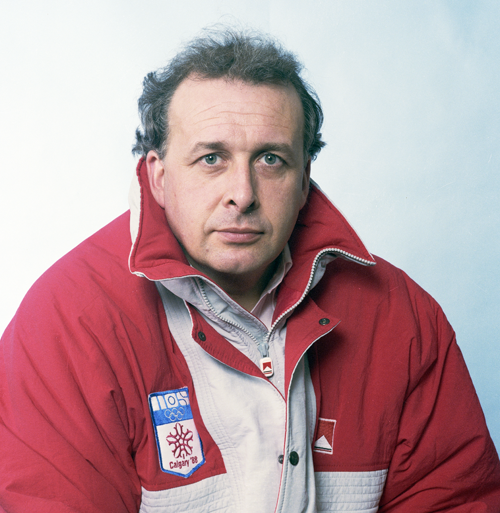
Sportcommentator Mart Smeets (1947)

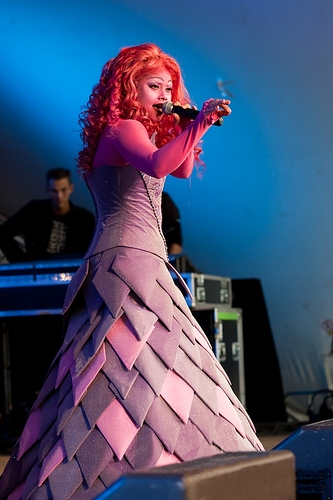
Musicalster Linda Wagenmakers (1975)

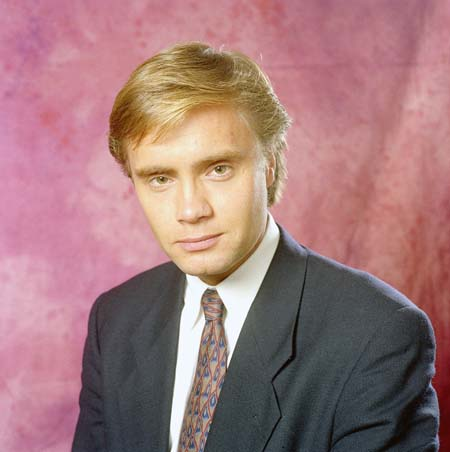
Schrijver en journalist Max Westerman (1958)

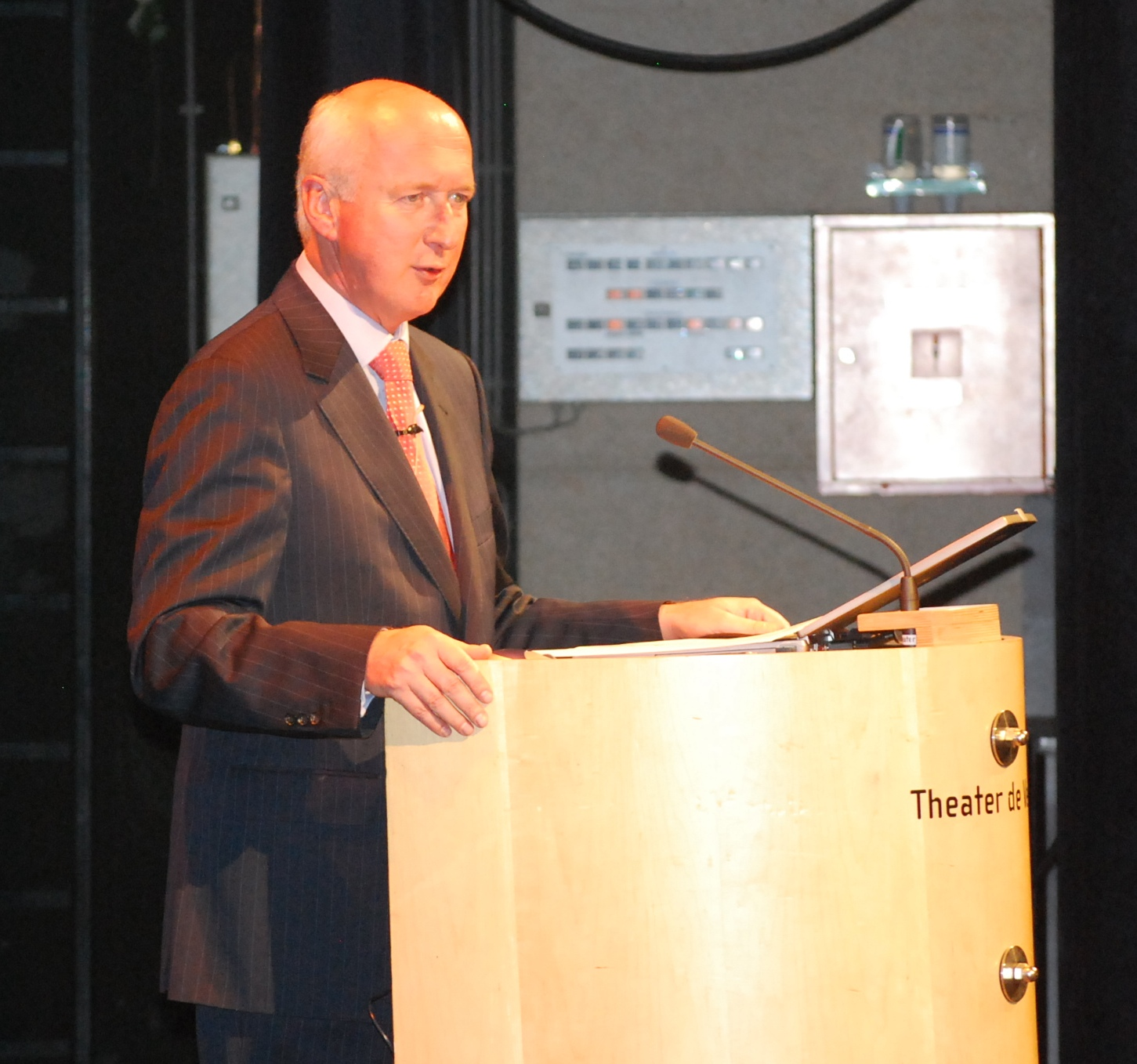
Directeur van de ANWB Guido van Woerkom (1955)

### A
- Truus van Aalten (1910-1999), filmactrice
- Karin Abma (1951), roeister
- Sjaak Alberts (1926-1997), voetballer
- Mustafa Amezrine (1989), voetballer
- Rik Andreae (1950), dichter
- Peter Andriesse (1941), schrijver
- Berry Arends (1967), voetballer
- Jan Artz (1957), voetballer
- Cornélie Caroline van Asch van Wijck (1900-1932), beeldhouwer

### B
- Nacer Barazite (1990), voetballer
- Brenda Beenhakker (1977), badmintonster
- Thomas Beekman (2000), voetballer
- Eduard van Beinum (1900-1959), dirigent van het Concertgebouworkest
- Wim Bekkers (1890-1957), touwtrekker
- Eva Bendien (1921-2000), galeriehoudster
- Binnert Philip de Beaufort (1970), schrijver
- Ad Berntsen (1932-1958), beeldhouwer
- Marijn Beuker (1984), sportbestuurder
- Gerrit Beumer (1920-1999), voetballer
- Freek Bischoff van Heemskerck (1917-2007), stalmeester aan het Nederlandse hof
- Sam Bisselink (2003), voetballer
- Blaudzun (Johannes Sigmond) (1974), zanger
- René le Blanc (1969), zanger
- Marion Bloem (1952), schrijfster en filmmaakster
- Hetty Blok (1920-2012), actrice, cabaretière en zangeres
- Johannes Wilhelmus Boerbooms (1849-1899), architect
- Jeroen Boere (1967-2007), voetballer
- Olaf van Boetzelaer (1943-2018), rechtsgeleerde en politicus
- Japke-d. Bouma (1970), journaliste en columniste
- Maayke Bouten (1964), actrice
- Bart Bongers (1946-2007), waterpolospeler
- Hans de Booij (1958), zanger
- John de Bos (1925-2006), voetballer en bestuurder bij Vitesse
- Willem Frederik Lamoraal Boissevain (1852-1919), koloniaal ambtenaar in Nederlands-Indië
- Casper C. Bosveld (1941-2012), beeldend kunstenaar
- Jan Johan Boswijk (1885-1956), politicus
- Ted de Braak (1935), quizmaster, presentator en cabaretier
- Conny Braam (1948), anti-apartheidsactivist, journalist en schrijfster
- Leo Braat (1908-1982), beeldhouwer
- Maaike Braat (1907-1992), schilderes
- Anton Brand (1953), schrijver
- Carel Marie Brantsen (1835-1909), politicus
- Gregor Breinburg (1991), voetballer
- Ton Brouwer (1961), recordhouder kanaalzwemmen (Dover-Calais)
- Bruno Bruins (1963), politicus
- Theo Bruins (1929-1993), pianist en componist
- Chantal van Brummelen, zangeres en gitariste
- Jan Burgers (1895-1981), natuurkundige
- Willy Burgers (1897-1988), natuurkundige
- Henk van de Burgt (1913-2009), glazenier
- Cor Bute (1889-1979), organist, beiaardier en componist

### C
- Edmond Classen (1938-2014), acteur
- Rini Coolen (1967), voetbaltrainer
- Enzo Cornelisse (2002), voetballer
- Hendrick Coster (ca. 1615-ca. 1665), kunstschilder
- Henri Cox (1899-1979), roeier
- Jacob Jan Cremer (1827-1880), prozaschrijver

### D
- Ien Dales (1931-1994), politica
- Anne van Dam (1995), golfster
- Karel Willem Dammerman (1885-1951), zoöloog
- Sacha Dénisant (1935), zangeres
- Esmée Denters (1988), zangeres
- Bernardus Johannes Cornelis Dibbets (1782-1839), Luitenant-generaal
- Albert Diekerhof (1917-1997), beeldhouwer en medailleur
- Nikée van Dijk (2003), voetbalster
- Merindah Dingjan (1991), Australisch zwemster
- Frits van Ditshuizen (1890-1946), hoofdagent gemeentepolitie en verzetsheld
- Reinildis van Ditzhuyzen (1948), schrijfster
- Joannes van Dodewaard (1913-1966), bisschop van Haarlem
- Jan Dommering (1913-1997), voetballer en topscorer van Vitesse
- Lizzy van Dorp (1872-1945), jurist, econoom, politica en feminist
- Jef Dorpmans (1925-2014), voetballer en internationaal scheidsrechter
- Edo Douma (1946), acteur
- Flip G. Droste (1928-2020), schrijver en publicist
- Maurice Dumas (1878-1937), zanger en komiek
- Albert Dunning (1936-2005), musicoloog
- Arend Jan Dunning (1930-2009), cardioloog
- Willem Hendrik Dullert (1817-1881), politicus
- Jan Willem Duyff (1907-1969), verzetsstrijder en hoogleraar fysiologie
- Dave Donkervoort (1962), radio-dj, producer

### E
- Gerhard Joan Elias (1879-1951), hoogleraar wisselstroomtheorie en theoretische elektriciteitsleer
- Marit van Eupen (1969), roeister
- Victor Everhardt (1968), politicus
- Bram Evers (1886-1952), atleet

### F
- Marcel Faber (1959), acteur
- Ida Falkenberg-Liefrinck (1901-2006), interieurarchitecte en vormgeefster
- Louis Frequin (1914-1998), journalist, auteur en verzetsstrijder
- Willibrord Frequin (1941-2022), journalist en televisiepresentator
- Arie de Froe (1907-1992), huisarts, fysisch antropoloog, wijsgeer en universiteitsbestuurder

### G
- Ineke van Gent (1957), politica
- Ad Gerritsen (1940-2015), beeldend kunstenaar
- Carola Gijsbers van Wijk (1939), actrice
- Mart Grol (1988), nieuwslezer
- Jay-Roy Grot (1998), voetballer

### H
- Joris van der Haagen (1615-1669), schilder, tekenaar
- Eppe de Haan (1949), beeldhouwer en schilder
- Leo de Haas (1959), tv-producent en tv-presentator
- Joop Haffmans (1922-2014), beeldhouwer en grafisch ontwerper
- Joey Hartkamp (1988), zanger
- Schelte van Heemstra (1941-2023), diplomaat
- Renske Helmer-Englebert (1969), politica
- Jan Hemelrijk (1918-2005), hoogleraar statistiek
- Barend Leonardus Hendriks (1830-1899), portretschilder
- Jan Hengeveld (1894-1961), touwtrekker
- Léon Hese (1981), voetballer
- Willem Hesselink (1878-1973), voetballer
- Hendrik Jan Heuvelink jr. (1833-1901), architect
- Max Heymans (1918-1997), couturier
- Bennie Hofs (1946-2017), voetballer
- Henk Hofs (1951-2011), voetballer
- Nicky Hofs (1983), voetballer
- Jeroen van Holland (1999), youtuber
- Michiel Holtackers (1956), politicus
- Antoon van Hooff (1937-2004), bioloog, tv-presentator en directeur van Koninklijke Burgers' Zoo
- Jan van Hooff (1936), emeritus hoogleraar ethologie en socio-ecologie en tv-persoonlijkheid
- Alex van Hooff (1971), directeur van Koninklijke Burgers' Zoo
- Jacques Hoogveld (1884-1948), atleet
- Theo van der Horst (1921-2003), schilder, beeldhouwer, graficus en glazenier
- Carolus Antonius Ludovicus van Hugenpoth tot Aerdt (1825-1907), burgemeester en Statenlid
- Daan Huisman (2002), voetballer
- Rob van Hulst (1957), acteur
- Kenny van Hummel (1982), wielrenner

### I
- Frank IJsselmuiden (1939-2015), burgemeester van o.a. Volendam
- Eric van Ingen (1921-2000), acteur

### J
- Marc Jacobs (1959), schrijver en politiecommissaris
- Ferdi Tajiri-Jansen (1927-1969), beeldend kunstenaar
- Rudolf Jansen (1940-2024), pianist en organist
- Driekus Jansen van Galen (1871-1949), beeldhouwer
- Henk Janssen (1890-1969), touwtrekker
- Pierre Janssen (1926-2007), journalist, tv-presentator en museumdirecteur
- Rik Janssen (1957), politicus
- Theo Janssen (1981), voetballer
- Petra Else Jekel (1980), dichteres
- Dola de Jong (1911-2003), Nederlands-Amerikaans schrijfster, journaliste en balletdanseres
- Miliano Jonathans (2004), voetballer
- Jan Jutte (1953), beeldend kunstenaar en kinderboekenillustrator

### K
- Antonie Kamerling (1966-2010), acteur
- Ed en Ignit van Kasteren van popgroep Van Kaye + Ignit
- Martijn Katan (1946), hoogleraar
- Dolf Ketelaar (1896-1944), burgemeester
- Sierk Keuning (1934-2019), politicus
- Bart Klever (1956), acteur en regisseur
- Marga Klompé (1912-1986), eerste vrouwelijke minister in Nederland
- Gerard Knuvelder (1902-1986), letterkundige
- Herman Koch (1953), acteur, schrijver
- Louis Kockelmann (1944), artiest
- Bert Koenders (1958), politicus
- Adriaan Dirk Hendrik Kolff (1862-1921), burgemeester
- Hans Kolfschoten (1903-1984), politicus
- Kinke Kooi (1961), kunstenares
- Hans Kox (1930-2019), componist en muziekpedagoog
- Michella Kox (1980), realityster en presentatrice
- Nicky Kuiper (1989), voetballer

### L
- Louis van der Laaken (1878-1912), violist, dirigent en componist
- Martin Laamers (1967-2025), voetballer
- Enrico Lacruz (1993), bokser
- Clemens van Lamsweerde (1897-1972), baron, jurist en kunstenaar
- Karin de Lange (1964), sprintster
- Rik de Lange (1956), burgemeester
- Ad Lansink (1934), politicus (CDA)
- Carel Lanters (1955), kunstenaar
- Rik Launspach (1958), acteur en schrijver
- Lee Eun Young (1954), kunstenaar
- Gerard van Lerven (1885-1966), kunstschilder, academiedirecteur
- Joop Legerstee (1913-1972), oprichter Ome Joop's Tour
- D.C. Lewis (1947-2000), zanger
- Robbert te Loeke (1988), voetballer
- Marlous Löffelman (1975), (radio)programmamaker
- Anton van Loon (1888-1962), touwtrekker
- Willem van Loon (1891-1975), touwtrekker
- Pieter Loos (1939-2013), burgemeester
- Hendrik Lorentz (1853-1928), natuurkundige en Nobelprijswinnaar (1902)

### M
- Mark van der Maarel (1989), voetballer
- Paul Maas (1939), botanicus
- Adrien Henri Maas Geesteranus (1873-1965), bestuursambtenaar Nederlands-Indië
- Lidewij Mahler (1981), actrice
- Victor Marijnen (1917-1975), politicus
- Chris Matser (1904-1973), burgemeester
- Rob van de Meeberg (1944), acteur, cabaretier, zanger
- Rein Meekels (1976), voetballer
- Goos Meeuwsen (1982), circusartiest
- Hans Münstermann (1947), schrijver.
- Andy van der Meijde (1979), voetballer
- Jonas Daniël Meijer (1780-1834), eerste Joodse advocaat in Nederland
- Willem de Meijier (1836-1909), predikant en politicus
- Ingrid Michon-Derkzen (1976), politica
- Hans Middel (1944), galeriehouder en schrijver
- Piet Moltmaker (1882-1941), vakbondsbestuurder en politicus
- Egbert Myjer (1947), rechter bij het Europees Hof voor de Rechten van de Mens

### N
- Willem Frederik van Nassau-Dietz (1613-1664), stamvader van het huidige koninklijk huis in Nederland
- Riet Neerincx (1925-2012), beeldend kunstenaar
- Ron Neymann (1968), schaatscoach
- Gerrit Cornelis van Niftrik (1904-1972), theoloog
- Pierre-Henri Nyst (1813-1880), malacoloog

### O
- Johannes Gerardus Oremus (1877-1946), organist

### P
- Kenneth Paal (1997), voetballer
- Charlotte van Pallandt (1898-1997), beeldhouwster, schilder
- Liesbeth Pascal-de Graaff (1946), roeister
- Leo Peelen (1968-2017), wielrenner
- Antonie Sminck Pitloo (1790-1837), kunstschilder
- Henk Pleket (1937-2011), zanger
- Alex Poelman (1981), componist en hoornist
- Gerrit Jan Polderman (1947-2017), burgemeester
- Estavana Polman (1992), handbalster
- Alette Pos (1962), hockeyster
- Philip van Praag (1914-2000), politicoloog en demograaf
- Benjamin Prins (1860-1934), kunstschilder
- Davy Pröpper (1991), voetballer
- Robin Pröpper (1993), voetballer
- August Adriaan Pulle (1878-1955), botanicus

### R
- Sjoerd van Ramshorst (1986), sportpresentator
- Emile Ratelband (1949), positiviteitsgoeroe, mediapersoonlijkheid en snackbaruitbater
- Rob van Rees (1938-2019), politieagent en presentator
- Tony de Ridder (1886-1971), schrijver
- Kemal Rijken (1980), journalist, schrijver, presentator, politicoloog en historicus
- Laurens Rijnbeek (1981), voetballer
- Harry Rodermond (1897-1983), voetballer
- Ellen Röhrman (1948), actrice en dramacoach
- Paskie Rokus (1992), gamer en youtuber
- Tony Ronald (1941-2013), zanger
- Marcel van Roosmalen (1968), schrijver
- Fred Royers (1955), oud-karateka, verslaggever en presentator
- Roy de Ruiter (1981), militair en drager van de Militaire Willems-Orde.

### S
- Eveline Saalberg (1998), atlete
- Theo Saat (1928-2015), atleet
- Gijsbert van der Sande (1863-1910), legerarts en expeditielid in Nieuw-Guinea
- Willem van de Sande Bakhuyzen (1957-2005), filmmaker en regisseur
- Peter Scheele (1962), evangelist, programmamaker en christelijk schrijver
- Marc Scheidius (1959-2024), jurist
- Kees Schoonenbeek (1947), componist en muziekdocent
- Riny Schreijenberg (Marty) (1954), trompettist, componist en muziekuitgever
- Annemiek Schrijver (1964), tv-presentator en schrijfster
- Ottelina Cornelia Sickinghe (1895-1975), maatschappelijk actieve burgemeestersvrouw
- Pieter Feyo Onno Rembt Sickinghe (1900-1974), hofdienaar, directeur Koninklijk Huisarchief
- Joran van der Sloot (1987), moordenaar, verdachte in verdwijningszaak
- Mart Smeets (1947), sportcommentator, columnist, schrijver en tv-presentator
- Jan Snellenburg (1939), ondernemer, investeerder en voetbalbestuurder
- Maria Stahlie (1955), schrijfster
- Mike Starink (1970), tv-presentator
- Maarten Steendam (1979), tv-presentator en schrijver
- Eddie Stijkel (1918-1982), staatssecretaris
- Puck Stoffels (1912-2002), verpleegkundige en verzetsstrijdster
- Roberto Straal (1966), voetballer en jeugdvoetbaltrainer
- Harmen van Straaten (1958), auteur en illustrator
- Peter van Straaten (1935-2016), striptekenaar en cartoonist

### T
- Hendrik Temming (~1680-1727), militair en gouverneur van Suriname
- Evert Teunissen (1930-2025), voetbaltrainer
- Joris Thijssen (1974), politicus
- Johannes Thopas (1625-1700), kunstschilder
- Judith Tielen (1972), politica
- Mara Titarsolej (1999), turnster
- Rik Toonen (1954), waterpolospeler

### U
- Gerard Unger (1942-2018), grafisch ontwerper, letterontwerper

### V
- Yvonne Valkenburg (1959), actrice
- Joop van der Ven (1907-1988), jurist
- Albert Jan Verbeek (1758-1829), patriottisch politicus en bestuurder
- Hugo Verbrugh (1937-2024), arts en filosoof en docent
- Arnold Willem Pieter Verkerk Pistorius (1838-1893), publicist en ambtenaar in Nederlands-Indië
- Marcel Versteeg (1965), atleet
- Fleur Verwey (2000), actrice
- Herman Hendrik Vitringa (1757-1801), politicus
- Leendert Viervant (1752-1801), steenhouwer, meubelmaker, architect
- Felicita Vos (1972), schrijfster

### W
- Wil Waardenburg (1915-1997), muziekpedagoge
- Linda Wagenmakers (1975), musicalster
- Leon Wecke (1932-2015), polemoloog
- Max Westerman (1958), schrijver en (tv-)journalist
- Ton Wiggers (1947), choreograaf
- Lambertus van den Wildenbergh (1803-?), kunstschilder, tekenaar en fotograaf
- Guido van Woerkom (1955), directeur van de ANWB
- Koen Wouterse (1979), acteur
- See Siang Wong (1979), pianist en muziekpedagoog
- Margaretha Wulfraet (1678-1760), kunstschilderes
- Mathijs Wulfraet (1648-1727), kunstschilder

### Z
- Carlo Allard Zaalberg (1909-2004), neerlandicus en literatuurtheoreticus
- Willem van Zadelhoff (1958), schrijver
- Hans van Zeeland (1954), waterpolospeler

## Woonachtig geweest

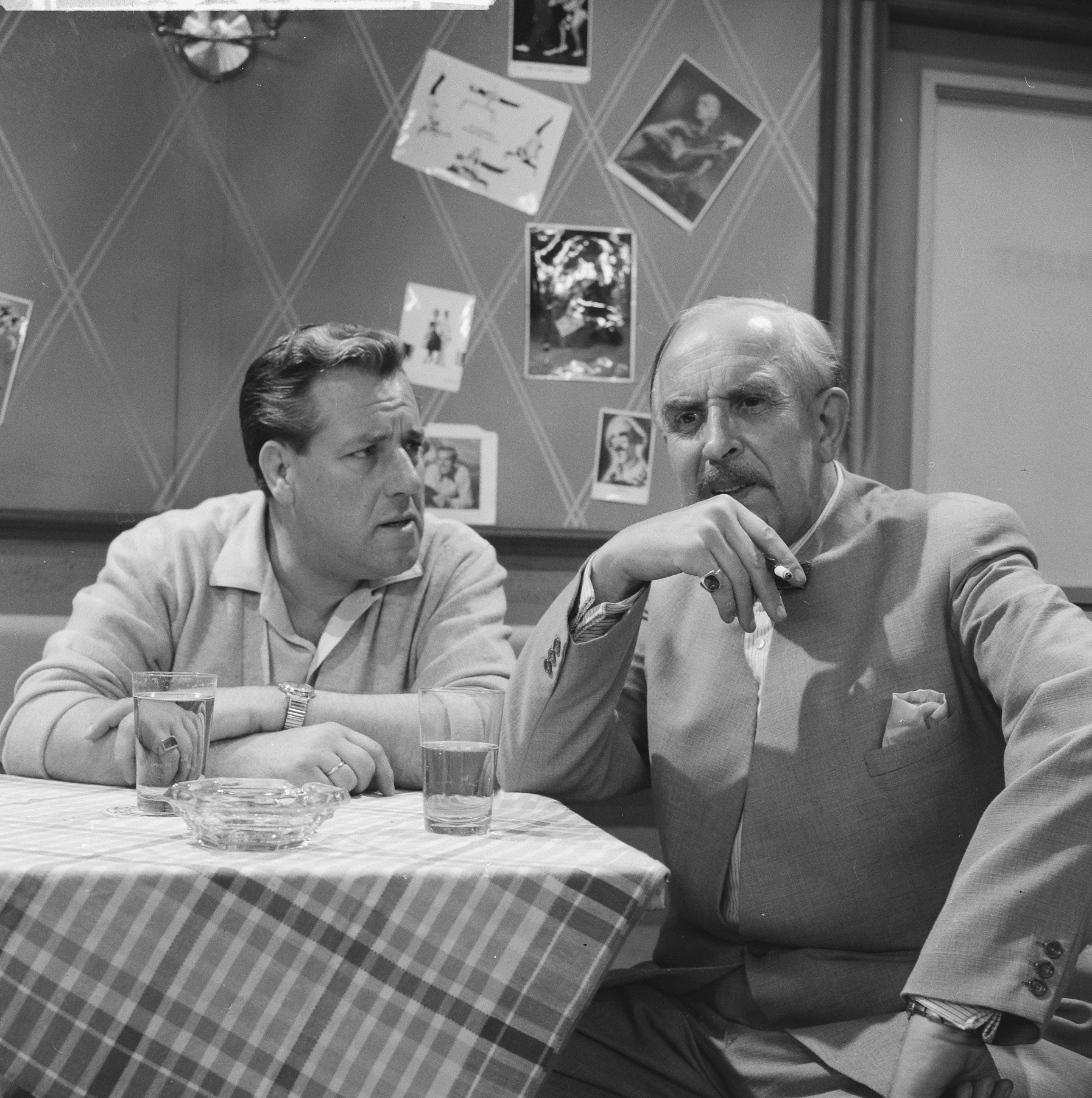
Acteur Hans Tiemeijer

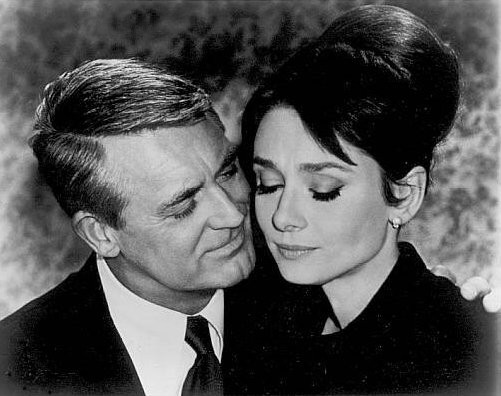
Audrey Hepburn

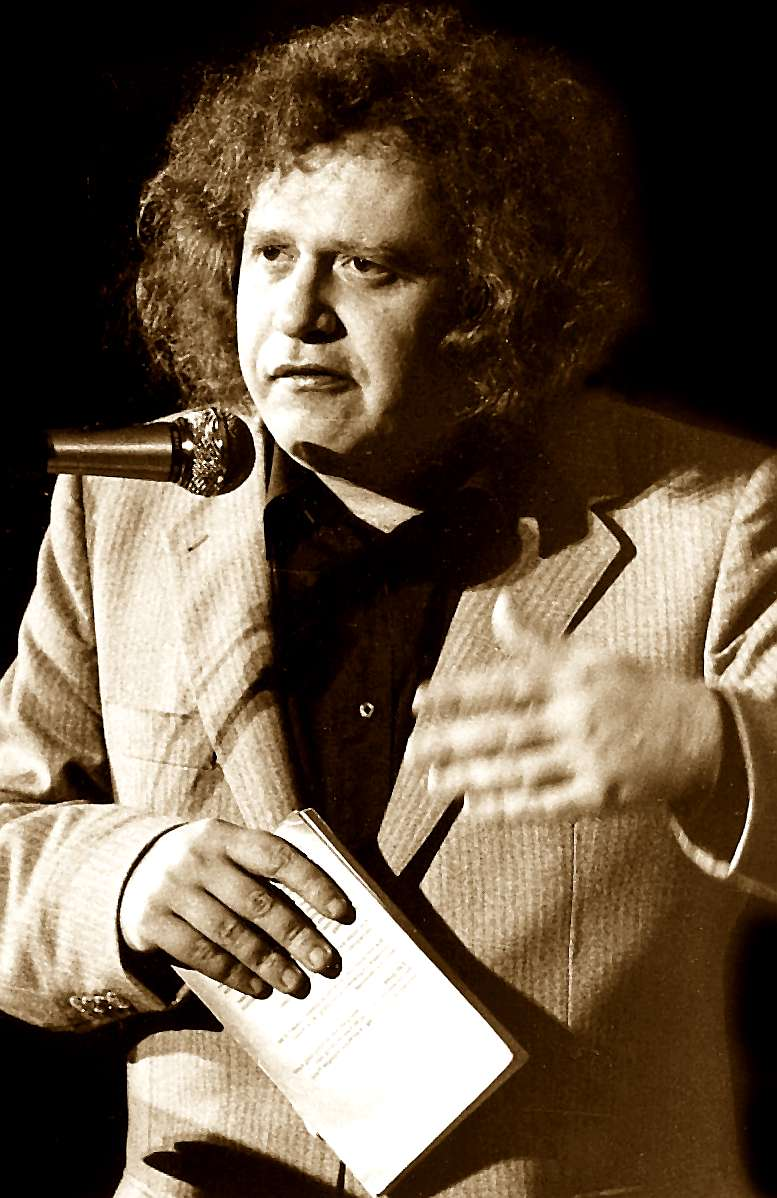
Johnny van Doorn

- Reinoud II van Gelre (1295–1343), graaf en hertog van Gelre
- Karel van Gelre (1467–1538), hertog van Gelre en graaf van Zutphen
- Maarten van Rossum (1478–1555), legeraanvoerder
- Hendrik Cannegieter (1691-1770), classicus en historicus
- Jacobus Mattheüs de Kempenaer (1793-1870), jurist en politicus
- Ludolph Anne Jan Wilt Sloet van de Beele (1806-1839), historicus, koloniaal bewindsman en politicus
- Joan Jacob Adolf Alexander Baron van Pallandt (1807-1876), burgemeester
- Frederik Lambertus Geerling (1815-1894), viceadmiraal en commandant van de zeemacht
- Willem III der Nederlanden (1817-1890), Koning der Nederlanden
- Bernardus Hermanus Heldt (1841-1914), vakbondsleider en politicus
- Sara Hendriks (1846-1925), schilder en tekenaar
- Jan Joseph Godfried van Voorst tot Voorst (1846-1931), luitenant-generaal
- Louis Maximiliaan Hermans (1861-1943), politicus en uitgever
- Jan Dommering (1882-1958), biljarter
- Johannes Anthonie de Visser (1883-1950), minister
- Cornelis van den Bussche (1884-1941), politicus en minister
- Adrianus Cornelis van Leeuwen (1887-1991) componist, dirigent, kornettist en trompettist
- Tata Mirando (1895–1967), musicus, leider en oprichter van het zigeunerorkest Tata Mirando
- Johan van Zweden (1896-1975), schilder en beeldhouwer
- Jacques Coenraad Hartogs (1897-1932), oprichter van de Algemene Kunstzijde Unie
- M.C. Escher (1898-1972), kunstenaar en graficus
- Frits Slomp (1898-1978), predikant en verzetsstrijder
- Siebe Jan Bouma (1899-1959), architect en stedenbouwkundige
- Hans Tiemeijer (1908-1997), acteur
- Henk Vreeling (1910-1965), beeldhouwer
- Carel Beke (1913-2007), schrijver van o.a. de Pim Pandoer-reeks
- C.C.S. Crone (1914–1951), schrijver
- Frits de Nerée tot Babberich (1915-1996), ambtenaar, provinciaal politicus en publicist
- Piet Metman (1916-1990), zwemmer
- Nel Benschop (1918-2005), dichter
- Hans Roelen (1920-2005), burgemeester
- Jean Dulieu (1921-2006), kinderboekenschrijver en striptekenaar van o.a. de Paulus de boskabouter-reeks
- Elly Lamaker (1922-2010), modeontwerpster
- Frans de Munck (1922-2010), voetballer
- Ad Ploeg (1927-1994), politicus
- Audrey Hepburn (1929-1993), Amerikaans filmster
- Rie de Boois (1936-2010), politica
- Liselot Beekmeijer (1939-1971), actrice
- Henk Bosveld (1941-1998), voetballer
- Johnny van Doorn (Johnny the Selfkicker) (1944-1991), schrijver, dichter en voordrachtskunstenaar
- Boško Bursać (1945-2020), voetballer en voetbalscout
- Herman Brood (1946-2001), zanger en kunstenaar
- Arnie Treffers (Long Tall Ernie) (1947-1995), rockzanger
- Evert Bloemsma (1958-2005), grafisch vormgever
- Theo Bos (1965-2013), voetballer en trainer

## Overleden

### A
- Gillis André de la Porte (1800-1869), assuradeur en politicus

### H
- Bennie Hofs (1946-2017), voetballer

### M
- Piet Metman (1916-1990), zwemmer